# 헬레네 피셔
헬레네 피셔(Helene Fischer, 1984년 8월 5일 ~ )는 독일의 가수, 사회자이다.